# بخش اونائو
بخش اونائو (به انگلیسی: Unnao district) یک منطقهٔ مسکونی در هند است که در Lucknow Division واقع شده‌است. بخش اونائو ۴٬۵۵۸ کیلومتر مربع مساحت و ۳٬۱۰۸٬۳۶۷ نفر جمعیت دارد.